# محمد رضا الهمداني
الشيخ محمد رضا بن علي نقي بن رضا بن محمد أمين الهمداني (1261 هـ - 1318 هـ). هو رجل دين وفقيه شيعي إيراني كان من تلامذة محمد حسن الشيرازي، وكثيراً ما يقع الاشتباه بينه وبين جده رضا الهمداني المشهور بالكوثر الهمداني، أمَّا الحفيد فيُقال له الواعظ الهمداني.

## انتقاده
لمَّا كتب الهمداني رسالته الموسومة بهدية النملة إلى رئيس الملة ردَّاً على الشيخية؛(1) فقد تعرَّض الكثير من علماء دين الشيخية للرد عليه وعلى ما ورد في كتابه، فقد كتب محمد بن محمد كريم خان الكرماني كتاب هداية المسترشد رداً عليه، كما انتقد موسى الإحقاقي في كتابه إحقاق الحق بعض موارد رسالة هدية النملة، ومتهماً إياه بتغيير عبارات أحمد بن زين الدين الأحسائي.

## مؤلفاته
من مؤلفاته المذكورة في الكتب والمصادر التي ترجمت له:
| - نخبة الصوارم. في الفقه والأصول. - أرجوزة في التجويد. - سيف الله المسلول على محرفي دين الرسول. - التوحيد الرضوي. رسالة في التوحيد. - كشف المهجة في أحوال الحجة. ذكر محسن الأمين عن هذه الرسالة: ”ألفها حين ظهور المتمهدي المغربي باستدعاء احتشام الدولة ابن فرهاد ميرزا القاجاري وترجمت إلى عدة لغات وطبعت بسعي المذكور“. وذكر مثل ذلك الطهراني في الذريعة إذ قال: ”ألفه أوان طلوع المتمهدي المغربي، باستدعاء احتشام الدولة ابن فرهاد ميرزا، وبأمره ترجم بلغات متعددة، وطبع في بلاد الفرنك“. - سراج الغيب. - منظومة في النحو. - منظومة في الفقه. | - الإشارات. - ديوان شعر. باللغتين العربية والفارسية. - هدية النملة إلى رئيس الملة. ألَّف هذا الكتاب انتقاداً للشيخية، وجعله في خمسة مقاصد: التوحيد، النبوة، الإمامة المعاد. والخامس في تكليف العباد زمان الغيبة. كل مقصد يشتمل على خمسة فصول إلا المقصد الخامس. - المكواة المكية على خراطيم الخانية. ألف هذا الكتاب رداً على كتاب هداية المسترشد لمحمد الكرماني زعيم الشيخية الكرمانية،(1) والذي كتبه الكرماني رداً على كتاب هدية النملة للهمداني. - الأنوار القدسية في الحكمة الإلهية والعقائد الدينية. - إنارة الناسق بوجه الصادق. - تثنية الثلاثة. |

## الهوامش
- 1 - الشيخية هم قسم من الشيعة الإثني عشرية ظهروا في فترة حياة أحمد بن زين الدين الأحسائي الذي وإن لم يكن في وارد تأسيس فرقة مستقلَّة إلا أن ذلك جاء من خصومه من بقية علماء الشيعة إذ اعترضوا على كثير من كتبه ورسائله فعرف أتباعه في أيامه بالشيخية، ثم اتبعوا من بعده تلميذه وكاظم الرشتي، وقد انقسموا بعد وفاة الرشتي إلى قسمين؛ الكرمانية وهم من أتباع محمد كريم خان الكرماني، والاسكوئية أتباع حسن گوهر الحائري الذين صاروا يعرفون فيما بعد بالإحقاقية نسبة إلى موسى الإحقاقي. وأتباع القسم الثاني بشكل عام يرفضون لقب (الشيخية) ويصرون على أنهم لا يختلفون عقائدياً مع بقية الشيعة الإثني عشرية، وهم أقرب إلى بقية الشيعة من القسم الأول.

### كتب
- أعيان الشيعة. محسن الأمين، طبع بيروت - لبنان، تاريخ الطبع مفقود، منشورات دار التعارف.
- معجم المؤلفين. عمر كحالة، طبع بيروت - لبنان، تاريخ الطبع مفقود، منشورات إحياء التراث العربي.
- الذريعة إلى تصانيف الشيعة. آغا بزرگ الطهراني، طبع بيروت - لبنان، تاريخ الطبع مفقود، منشورات دار الأضواء.
- إحقاق الحق. موسى الإحقاقي، طبع الكويت، 1421 هـ / 2000 م، منشورات جامع الإمام الصادق.

## إشارات مرجعية
1. 1 2  
الأمين، محسن. أعيان الشيعة - ج9. ص. 281. مؤرشف من الأصل في 2019-12-13.
2. 1 2  
كحالة، عمر. معجم المؤلفين - ج9. ص. 315. مؤرشف من الأصل في 2019-12-13.
3. ↑  الطهراني، آغا بزرگ. الذريعة إلى تصانيف الشيعة - ج25. ص. 192. مؤرشف من الأصل في 2019-12-18.
4. ↑  
الإحقاقي، موسى. إحقاق الحق. ص. 38.
5. ↑  الطهراني، آغا بزرگ. الذريعة إلى تصانيف الشيعة - ج24. ص. 96. مؤرشف من الأصل في 2019-12-17.
6. ↑  الطهراني، آغا بزرگ. الذريعة إلى تصانيف الشيعة - ج1. ص. 467. مؤرشف من الأصل في 2019-12-17.
7. ↑  الطهراني، آغا بزرگ. الذريعة إلى تصانيف الشيعة - ج4. ص. 484. مؤرشف من الأصل في 2020-01-10.
8. ↑  الطهراني، آغا بزرگ. الذريعة إلى تصانيف الشيعة - ج18. ص. 65. مؤرشف من الأصل في 2019-12-17.
9. ↑  الطهراني، آغا بزرگ. الذريعة إلى تصانيف الشيعة - ج12. ص. 159. مؤرشف من الأصل في 2019-12-17.
10. ↑  الطهراني، آغا بزرگ. الذريعة إلى تصانيف الشيعة - ج23. ص. 141. مؤرشف من الأصل في 2019-12-17.
11. ↑  الطهراني، آغا بزرگ. الذريعة إلى تصانيف الشيعة - ج23. ص. 128. مؤرشف من الأصل في 2019-12-17.
12. ↑  الطهراني، آغا بزرگ. الذريعة إلى تصانيف الشيعة - ج2. ص. 96. مؤرشف من الأصل في 2020-01-10.
13. ↑  الطهراني، آغا بزرگ. الذريعة إلى تصانيف الشيعة - ج9. ص. 368. مؤرشف من الأصل في 2019-12-17.
14. ↑  الطهراني، آغا بزرگ. الذريعة إلى تصانيف الشيعة - ج25. ص. 215. مؤرشف من الأصل في 2020-01-09.
15. ↑  الطهراني، آغا بزرگ. الذريعة إلى تصانيف الشيعة - ج25. ص. 216. مؤرشف من الأصل في 2020-01-10.
16. ↑  الطهراني، آغا بزرگ. الذريعة إلى تصانيف الشيعة - ج22. ص. 182. مؤرشف من الأصل في 2019-12-17.
17. ↑  الطهراني، آغا بزرگ. الذريعة إلى تصانيف الشيعة - ج2. ص. 437.[وصلة مكسورة]
18. ↑  الطهراني، آغا بزرگ. الذريعة إلى تصانيف الشيعة - ج2. ص. 354.[وصلة مكسورة]
19. ↑  الطهراني، آغا بزرگ. الذريعة إلى تصانيف الشيعة - ج3. ص. 346.[وصلة مكسورة]